# Théâtre Giuseppe Verdi (Busseto)
Pour les articles homonymes, voir Teatro Verdi.
Le théâtre Giuseppe Verdi de Busseto (teatro Giuseppe Verdi, en italien) est un théâtre-opéra municipal de 300 places, de 1868, de Busseto de la province de Parme en Émilie-Romagne en Italie. Il est dédié au compositeur Giuseppe Verdi (1813-1901) surnommé le « maestro de Busseto »,.

## Histoire
Ce théâtre de 300 places est fondé en 1868, en l'honneur du « maestro de Busseto » Giuseppe Verdi, dans une aile supérieure de l’hôtel de ville, de style néo-classique, de la place Giuseppe Verdi de Busseto (ancien château Pallavicino (it) du XIIIe siècle). Une statue en bronze de Giuseppe Verdi, du sculpteur Luigi Secchi, est installée devant l'édifice en 1913,.

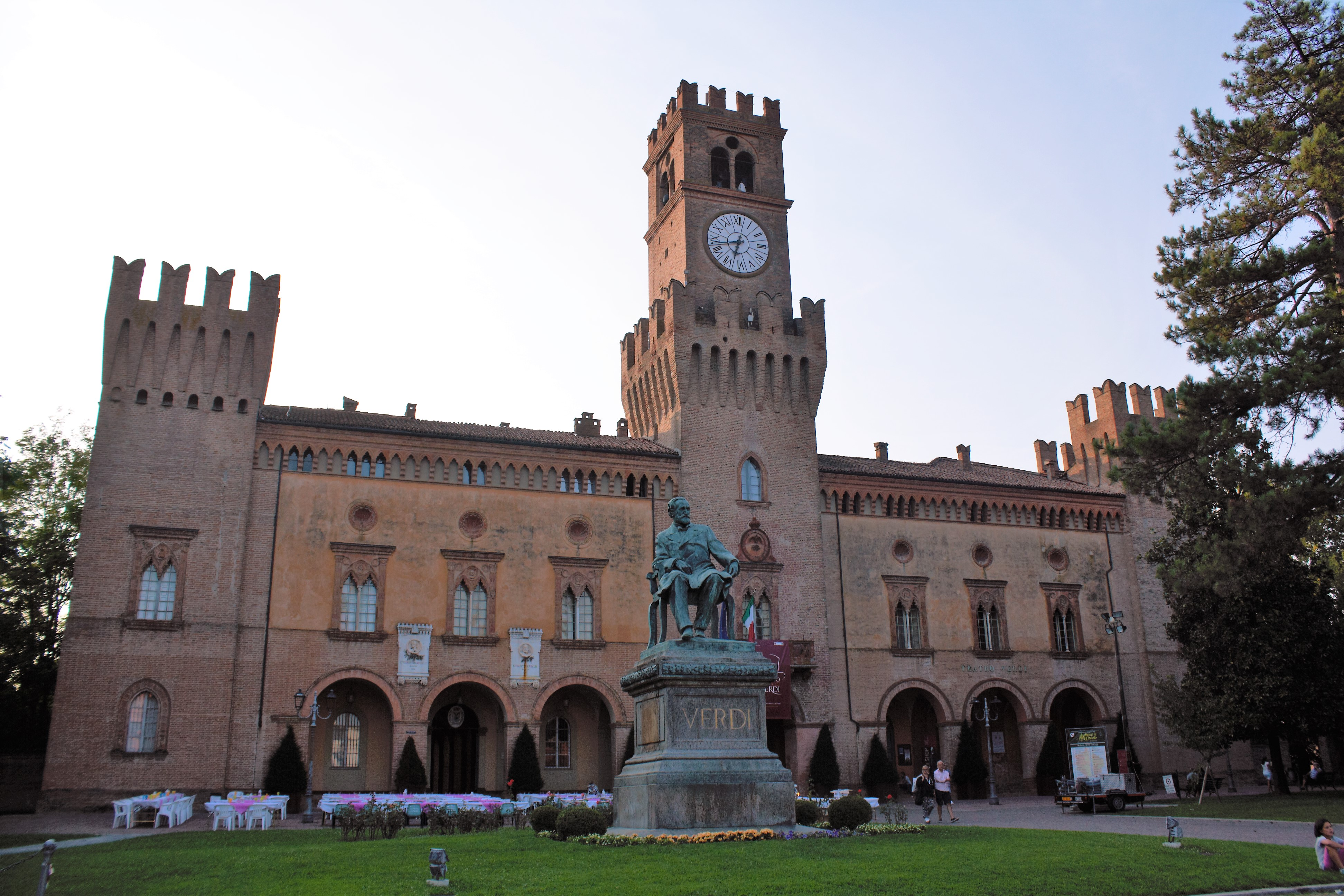
Théâtre Giuseppe Verdi de Busseto.
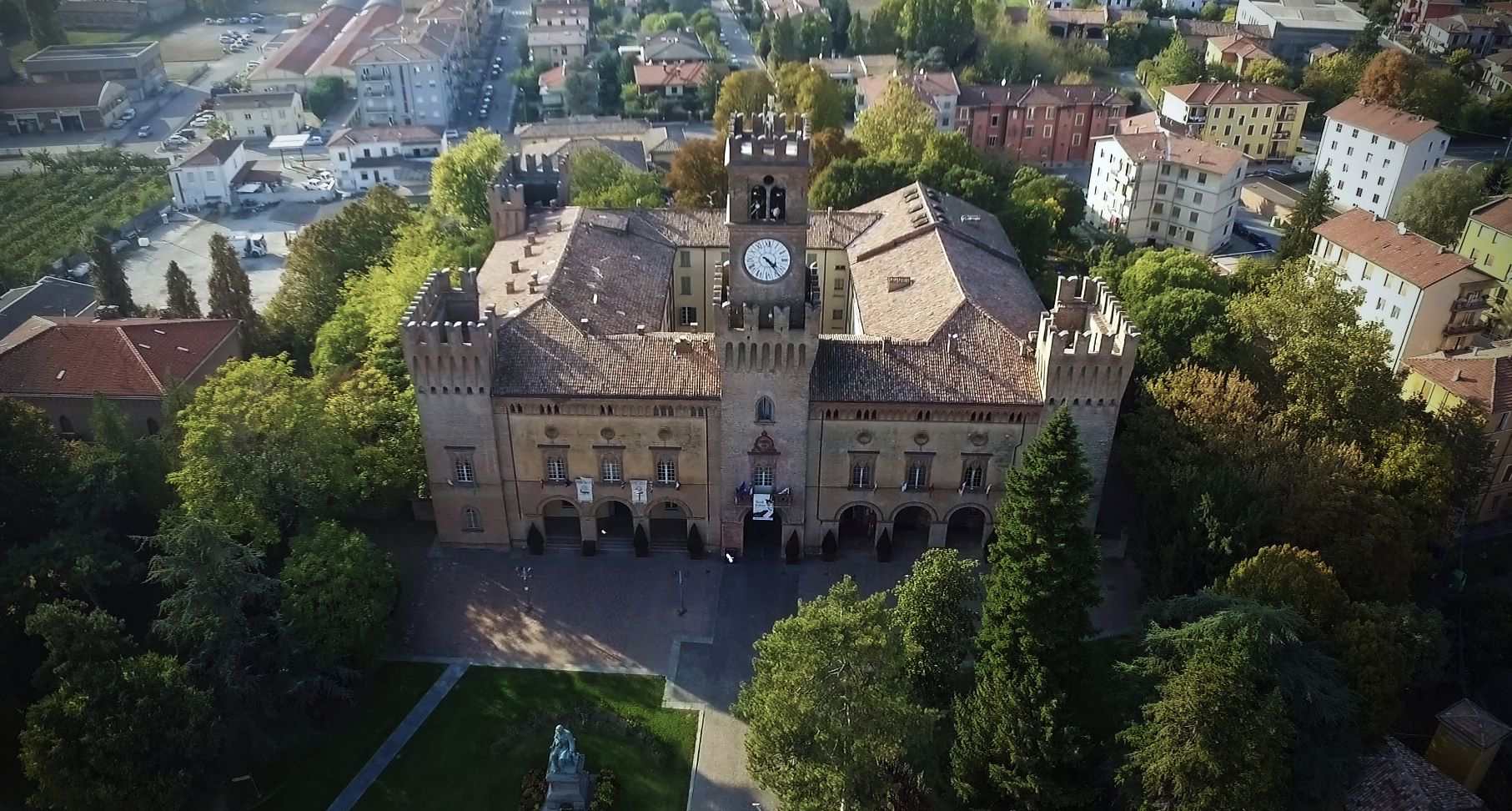
Vue aérienne de l’hôtel de ville néo-classique de Busseto.
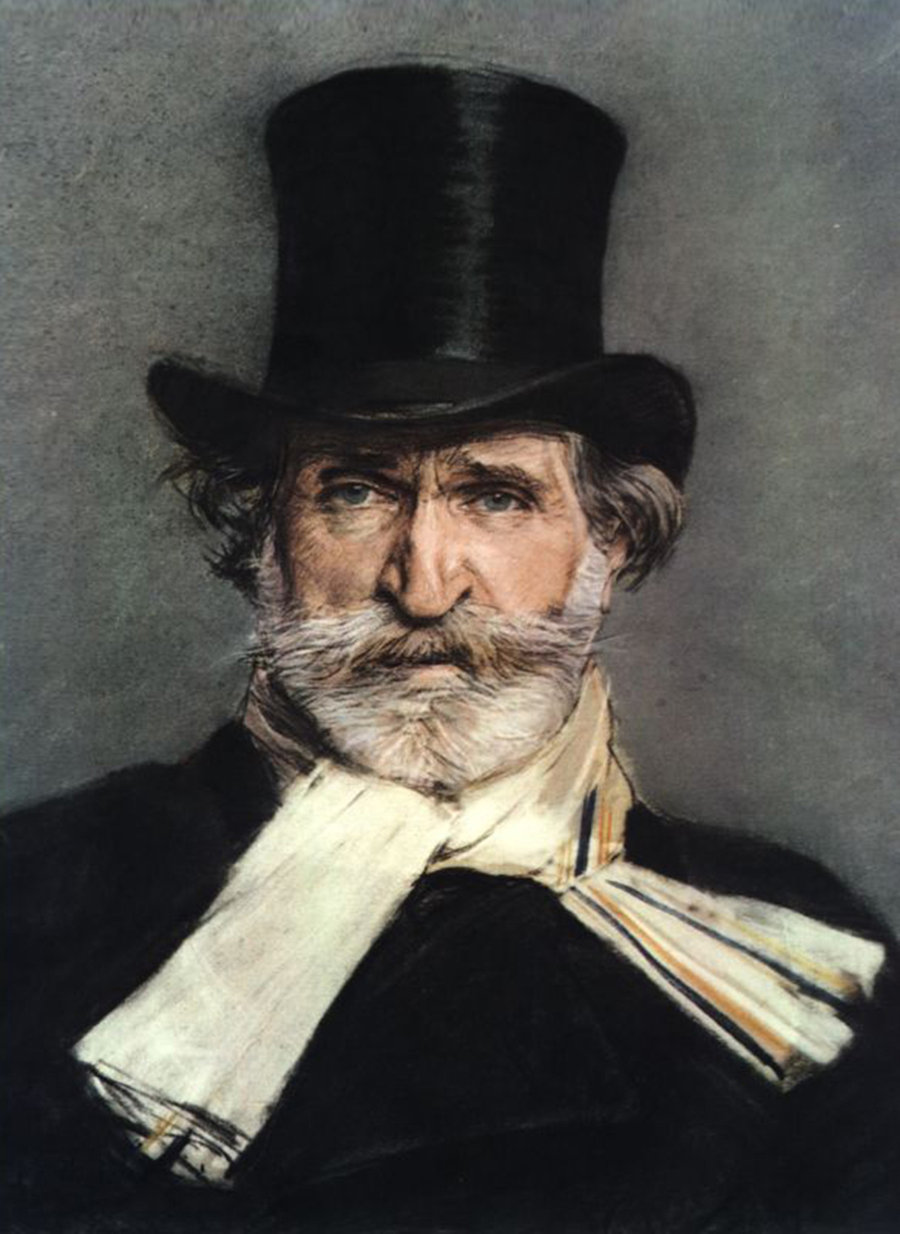
Giuseppe Verdi (1886)

Giuseppe Verdi (1813-1901) est né dans sa maison natale de Giuseppe Verdi de Roncole Verdi (hameau de Busseto) et a vécu au Palazzo Cavalli de Busseto, puis dans sa villa Verdi de Sant'Agata (à 3 km).

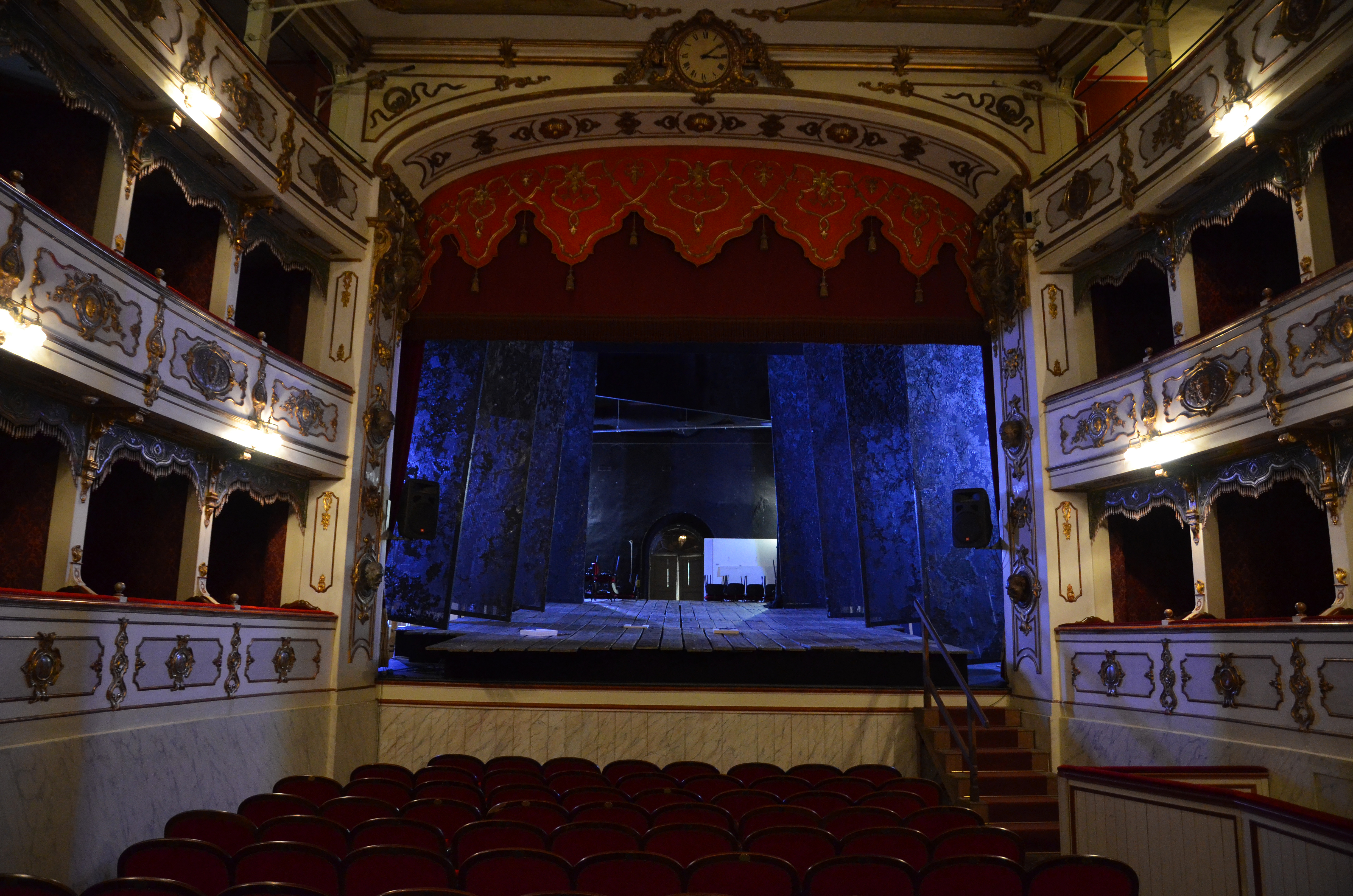
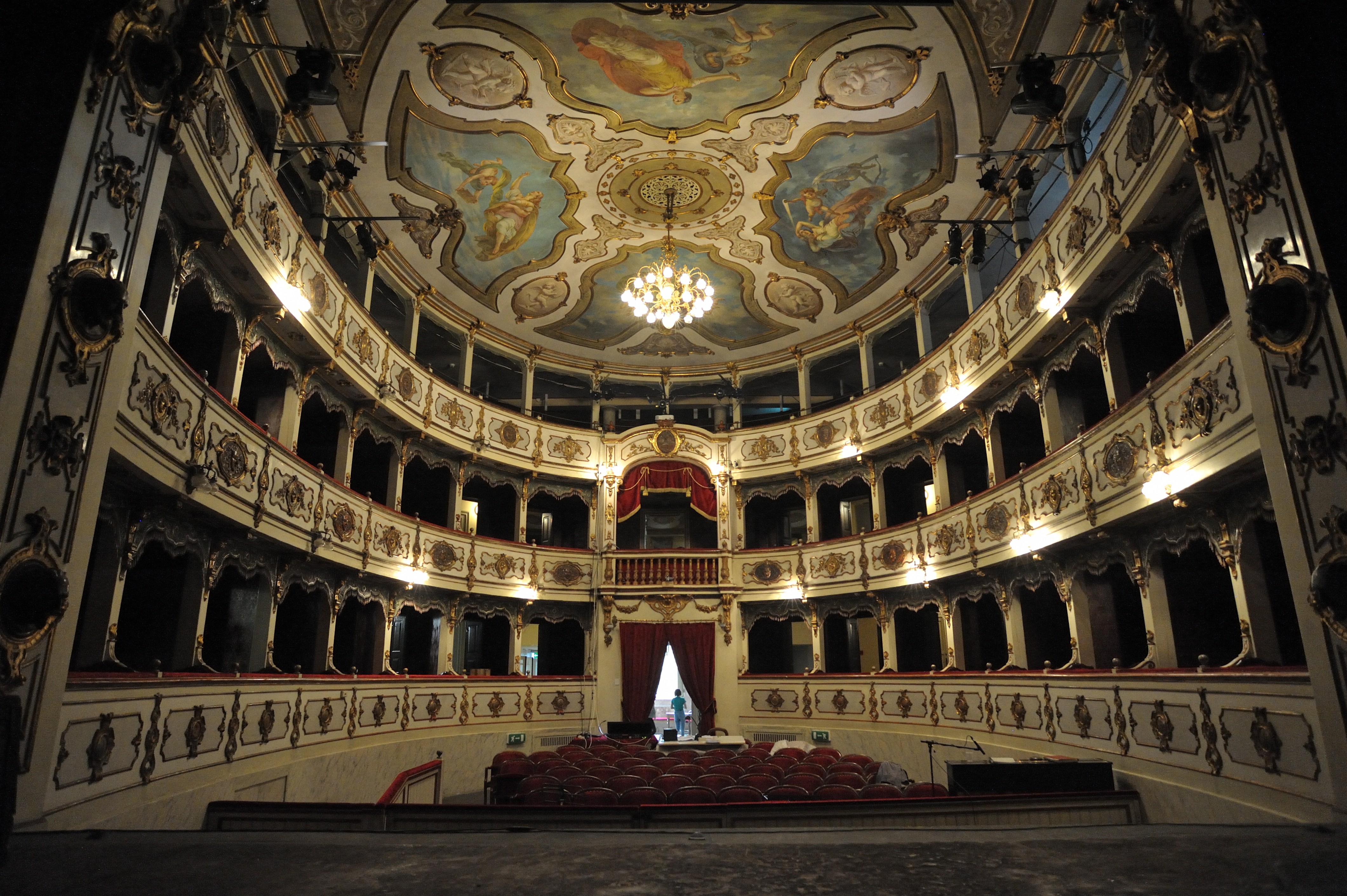
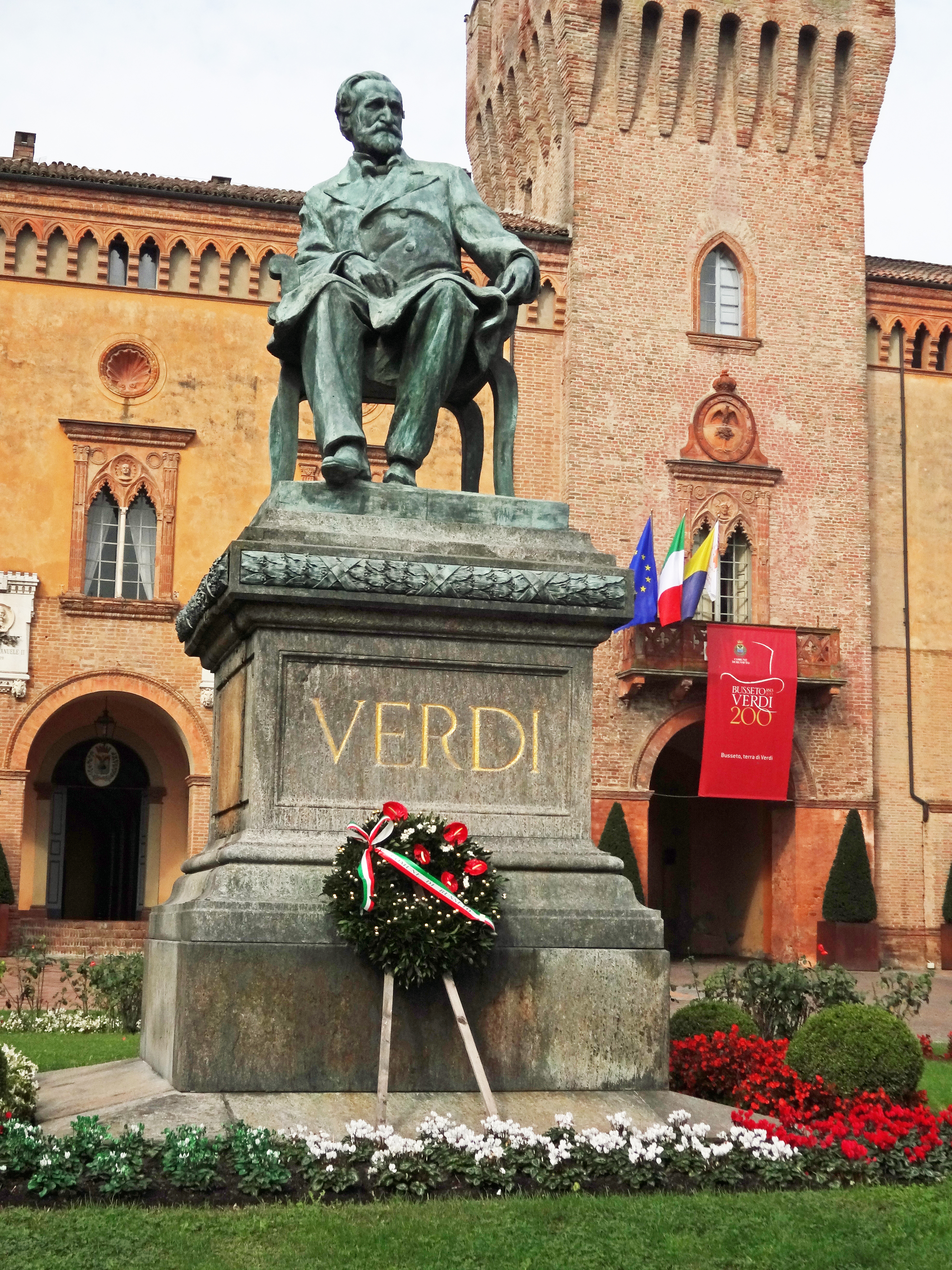

L'intérieur est structuré en forme théâtrale de fer à cheval, avec 32 loges (dont la loge royale) réparties sur 3 niveaux de balcons, et un plafond voûté richement décoré d'un lustre, de quatre anges, et de quatre fresques allégoriques représentants la comédie, la tragédie, le mélodrame et le drame romantique.
Le théâtre est inauguré le 15 août 1868 avec une représentation d'ouverture des opéras Rigoletto, puis Un bal masqué, de Verdi. Le soir de l'ouverture, les spectateurs étaient tous habillés en vert (cravates vertes pour les hommes, et robes vertes pour les dames, en rapport au nom de Verdi (vert, en italien). Bien que Giuseppe Verdi ait contribué à son financement, il est réputé n'y avoir jamais mis les pieds. Le théâtre a depuis joué la plupart des opéras du célèbre compositeur. 

## Autres lieux de Busseto dédiés à Verdi
- Maison natale de Giuseppe Verdi de Roncole Verdi (hameau de Busseto).
- Casa Barezzi (it) de Busseto (maison-musée d'Antonio Barezzi, beau-père et mécène de Verdi).
- Palazzo Cavalli de Busseto (demeure de Verdi)
- Villa Verdi de Sant'Agata à 3 km (demeure de Verdi).
- Musée national Giuseppe Verdi de Busseto.